# Daphnella clathrata
Daphnella clathrata är en snäckart som beskrevs av William More Gabb 1865. Daphnella clathrata ingår i släktet Daphnella och familjen kägelsnäckor. Inga underarter finns listade i Catalogue of Life.